# Cristia sericeana
Cristia sericeana är en fjärilsart som beskrevs av Paul E. Whalley 1964. Cristia sericeana ingår i släktet Cristia och familjen mott. Inga underarter finns listade i Catalogue of Life.